# Coves del Batà
Les Coves del Batà són un conjunt de construccions de Paterna (Horta Nord) protegides com a bé immoble d'etnologia amb el codi 46.14.190-E38.

## Descripció
Les coves del Batà són vuit coves de tipologia "afrontada" amb un total de 450 metres quadrats. La façana exterior té una porta i una finestra. La planta de les cases inclou un pati de ventilació al fons. Destaquen els pous de ventilació i xemeneies exteriors. Situades al sud del municipi, acullen l'Espai Cultural Coves del Batà amb exposicions artístiques, una col·lecció etnogràfica, el taller d'un ferrer i la reproducció d'una cova-habitatge.
A Paterna hi ha dues agrupacions de coves més. Les Coves d'Alborgí són al nord de Paterna i no tenen cap protecció, a diferència dels altres dos grups de coves. Les Coves de la Torre es distribueixen al voltant de la Torre de Paterna, són el conjunt més nombrós i acullen l'Espai Cultural La Cova Gran i un parc urbà.
El consistori ha cedit algunes coves a entitats locals, la Cova del Palau 56 és de la Federació Interpenya de Paterna i la Cova del Palau 28 de la Junta Fallera de Paterna. Per altra banda, l'estiu de 2018 el director Pedro Almodóvar va gravar diverses escenes de la pel·lícula Dolor i glòria a les coves del municipi.

## Història
Van ser excavades entre la segona meitat del segle xviii i el segle xix, en un moment de molta pressió demogràfica. Alguns historiadors indiquen que les primeres construccions d'aquesta tipologia s'han de situar en l'època musulmana i fins a la seva expulsió. S'ha trobat almenys una cova del segle xiv, entre els carrers Vicent i Santa Teresa. A Paterna el 1824 hi havia 38 cases cova censades i el segle XX n'hi va haver fins a 519.
El 2017 es van fer millores d'accessibilitat. Es va fer una rampa entre els carrers del Batà i Ernesto Ferrando.